# David Bréard
Pour les articles homonymes, voir Bréard.
David Bréard (né le 14 février 1979 à Vire,) est un coureur cycliste français, ancien membre de l'équipe Auber 93.

## Biographie
En 2001, David Bréard termine cinquième et meilleur coureur français du championnat d'Europe espoirs, à Apremont. L'année suivante, il intègre le CM Aubervilliers, réserve de la formation Auber 93, où il devient stagiaire à partir du mois de septembre. Il passe ensuite professionnel dans cette même équipe en 2004, après une saison à l'USSA Pavilly Barentin. Son mois de juin est marqué par des victoires au Grand Prix Théo Mulheims et sur une étape du Tour du Tarn-et-Garonne (UCI 2.6). 
Lors de la saison 2005, il obtient pour meilleur résultat une huitième place au Tour de Vendée. Il n'est cependant pas conservé par ses dirigeants en 2006 et quitte le monde professionnel. 
En 2011, il reprend une licence en troisième catégorie ou pass'cyclisme au VC Saint-Hilaire-du-Harcouët. Il remonte en deuxième catégorie en 2012 à l'AC Bayeux, puis en première catégorie à l'ES Torigni en 2013. En 2014, il rejoint le club Laval Cyclisme 53, qui crée une équipe en division nationale 3, avec un statut de capitaine de route.

## Palmarès
- 1999
  - Maillot des Jeunes
- 2000
  - 2e du Trio normand
- 2001
  - 3e des Trois Jours de Cherbourg
  - 5e du championnat d'Europe sur route espoirs
- 2003
  - 2e du Grand Prix de Saint-Hilaire-du-Harcouët
- 2004
  - Grand Prix Théo Mulheims
  - 1re étape du Tour du Tarn-et-Garonne